# كريستيان البردي
كريستيان البردي (بالإسبانية: Cristian Alberdi) هو لاعب كرة قدم إسباني في مركز الوسط، ولد في 14 أبريل 1980 في سان سيباستيان في إسبانيا. لعب مع ريال سوسيداد ب وريال يونيون وكولتورال ليونيسا ونادي ألكوركون ونادي أموريبايتا.

## وصلات خارجية
- كريستيان البردي على موقع قاعدة بيانات كرة القدم.إي يو (الإنجليزية)
- كريستيان البردي على موقع Soccerway.com (الإنجليزية)